# ジャパンフットボールリーグ
ジャパンフットボールリーグ（Japan Football League）は、かつて存在した日本のサッカーリーグであり、1992年から1998年まで開催された。
実態としては日本プロサッカーリーグ（Jリーグ）と地域リーグの間のカテゴリであったが、本来はアマチュア・プロを問わない日本のサッカー界の頂点に位置する全国リーグであった（Jリーグは独立した存在）。ジャパンフットボールリーグを継承した日本フットボールリーグも略称として「JFL」を採用したため、便宜上これと区別するために旧JFLと呼ばれることがある。
本稿では以後ジャパンフットボールリーグを「旧JFL」、日本フットボールリーグを「JFL」と略記する。

## 概要
1993年のJリーグ発足を受けて、Jリーグとともに従来の日本サッカーリーグ（JSL）を改組した形で始められたのが旧JFLである。Jリーグ開幕より1年早く1992年から開催された。この当時の日本サッカーのリーグ構成 (1種)における2部リーグに相当する役割を持っていた。
第1回大会 (1992年) の参加チームはJSL1部・2部合計28クラブのうち、Jリーグに参加しなかった18クラブに全国地域リーグ決勝大会を勝ち抜いた大阪ガスサッカー部と西濃運輸サッカー部を合わせた合計20クラブであった。JSL2部の読売ジュニオールは同1部の読売サッカークラブ（現：東京ヴェルディ）に吸収され、また全国地域リーグ決勝大会2位の体大蹴鞠団（大阪体育大学のサッカー同好会や後に実業団・佐川急便大阪SC → 佐川急便SC/SAGAWA SHIGA FC）は参加を辞退した。
発足当初は、Jリーグ参加を目標に立てながらもハード・ソフト面での準備不足によって、Jリーグ発足時の最初の10クラブから漏れたクラブや、Jリーグに参加しない社会人・地域クラブも、混在していた。当初はアマチュアリーグであったJSLの後を受け継いだリーグであったが、旧JFLに参加したクラブにはJリーグへの参加意思を持ったクラブ（第2位までに入ったクラブにJリーグ加盟権利が与えられる準会員チームも）が多く、実質的にはJリーグにこうしたクラブを送り出す、Jリーグの下部リーグ（セミプロリーグ）としての特性を強く持っていた。
1999年にJリーグ ディビジョン2（J2）と日本フットボールリーグ（JFL）に改組され、1998年シーズンをもって終了した。
また、それまでJFL1部（2部に相当）を「J1」と呼び、JFL2部（3部に相当）を「J2」と呼んでおり、1999年以前と以降では「J1・J2」の呼び名が指すリーグはカテゴリー的に1段階ズレが生じている。

## 主催・主管
- 主催　日本サッカー協会・ジャパンフットボールリーグ（当時は任意団体）
- 主管　ホームゲーム開催クラブ
- 協賛　Jリーグ準会員クラブ主催試合のみ、Jリーグオフィシャルスポンサー各社が広告看板を提供（1996年-1998年）

## 歴史
第1回 (1992年)および第2回大会 (1993年)は2部制（各10クラブ）で実施されたが、第3回大会 (1994年)から2部制を廃し、16クラブによる1部制になった。
Jリーグでは漸進的にクラブ数を増やし、最終的には16クラブにすることを予定していた。そこで1993年から旧JFLに参加しているクラブの中から、Jリーグが定める基準をクリアしたクラブに対してJリーグ準会員という資格を与えた。準会員チームにはJリーグカップ、サテライトリーグの出場資格が与えられていた（ただしJリーグカップは1996年はリーグ戦のスケジュールがタイト → Jリーグの中断期である6-8月の開催であったため参加しなかった）。この準会員資格を持ったクラブが旧JFLで2位以上の成績を収めれば、Jリーグ参入が承認された。
なお、Jリーグの2部制導入について、旧JFL内でも消極的な声が挙がっていたが、最終的には旧JFL総務主事（Jリーグ理事と兼務）の木之本興三が賛成票を投じたことで1999年からのJ2移行が決定。木之本には、公益企業ゆえの手堅さを持つNTT関東サッカー部及び東京ガスサッカー部のJ2加盟がJリーグへの信頼向上につながるとの確信があったという。
Jリーグ参加のための登竜門としての側面が強くクローズアップされた旧JFLだが、実際には地域リーグ・都道府県リーグといったリーグ戦のピラミッド構造の頂点にあたるため、全国地域サッカーリーグ決勝大会を勝ち抜いた2クラブと旧JFL下位2クラブの入れ替えが行なわれる規定であった。しかしJリーグ参加クラブの存在と参加クラブの廃部・解散が相次いだため、1部制移行後に地域リーグへ降格したクラブは無かった。

## 所属クラブ一覧
| クラブ名             | 地域（都道府県） | 在籍年度    | 備考                                                                          |
| -------------------- | ---------------- | ----------- | ----------------------------------------------------------------------------- |
| 大阪ガス             | 関西（大阪）     | 1992        |                                                                               |
| 田辺製薬             | 関西（大阪）     | 1992        |                                                                               |
| フジタサッカークラブ | 関東（神奈川）   | 1992 - 1993 | 現：湘南ベルマーレ                                                            |
| NKK                  | 関東（神奈川）   | 1992 - 1993 |                                                                               |
| 東邦チタニウム       | 関東（神奈川）   | 1992 - 1993 |                                                                               |
| ヤマハ発動機         | 東海（静岡）     | 1992 - 1993 | 現：ジュビロ磐田                                                              |
| トヨタ自動車東富士FC | 東海（静岡）     | 1993        | 1993年廃部                                                                    |
| 柏レイソル           | 関東（千葉）     | 1992 - 1994 | 1992年まで日立製作所                                                          |
| セレッソ大阪         | 関西（大阪）     | 1992 - 1994 | 1993年までヤンマー                                                            |
| 京都パープルサンガ   | 関西（京都）     | 1992 - 1995 | 現：京都サンガF.C.。 1992年は京都紫光、1993年は教育研究社FC京都パープルサンガ |
| 福岡ブルックス       | 九州（福岡）     | 1992 - 1995 | 現：アビスパ福岡。 1994年まで中央防犯                                         |
| コスモ石油四日市FC   | 東海（三重）     | 1992 - 1996 | 1996年廃部                                                                    |
| ヴィッセル神戸       | 関西（兵庫）     | 1992 - 1996 | 1994年まで川崎製鉄                                                            |
| コンサドーレ札幌     | 北海道（北海道） | 1992 - 1997 | 現：北海道コンサドーレ札幌。 1995年まで東芝                                   |
| 西濃運輸             | 東海（岐阜）     | 1992 - 1997 | 1997年廃部                                                                    |
| 東京ガス             | 関東（東京）     | 1992 - 1998 | 現：FC東京                                                                    |
| 大宮アルディージャ   | 関東（埼玉）     | 1992 - 1998 | 現：RB大宮アルディージャ、1997年までNTT関東                                   |
| 川崎フロンターレ     | 関東（神奈川）   | 1992 - 1998 | 1996年まで富士通、1997年は富士通川崎                                          |
| ヴァンフォーレ甲府   | 関東（山梨）     | 1992 - 1998 | 1994年まで甲府サッカークラブ                                                  |
| 本田技研工業         | 東海（静岡）     | 1992 - 1998 | 現・JFL所属                                                                   |
| 大塚製薬             | 四国（徳島）     | 1992 - 1998 | 現：徳島ヴォルティス                                                          |
| 鳥栖フューチャーズ   | 九州（佐賀）     | 1993 - 1996 | 1994年まではPJMフューチャーズ、1997年解散 JFL参加資格はサガン鳥栖が継承       |
| ブランメル仙台       | 東北（宮城）     | 1994 - 1998 | 現：ベガルタ仙台                                                              |
| モンテディオ山形     | 東北（山形）     | 1994 - 1998 | 1995年までNEC山形                                                             |
| 福島FC               | 東北（福島）     | 1995 - 1997 | 1997年解散                                                                    |
| デンソー             | 東海（愛知）     | 1996 - 1998 | 現：FC刈谷                                                                    |
| 大分FC               | 九州（大分）     | 1996 - 1998 | 現：大分トリニータ                                                            |
| 水戸ホーリーホック   | 関東（茨城）     | 1997 - 1998 |                                                                               |
| ジヤトコ             | 東海（静岡）     | 1997 - 1998 | 2003年廃部                                                                    |
| サガン鳥栖           | 九州（佐賀）     | 1997 - 1998 |                                                                               |
| ソニー仙台FC         | 東北（宮城）     | 1998        | 2024年活動休止                                                                |
| アルビレックス新潟   | 北信越（新潟）   | 1998        |                                                                               |
| 国士舘大学           | 関東（東京）     | 1998        |                                                                               |

## 結果
| 年           | 優勝             | 準優勝                | Jリーグ昇格                       | JFLへの昇格・加入                                                                                                   | JFLからの降格・脱退                             |
| ------------ | ---------------- | --------------------- | --------------------------------- | --- | ----------------------------------------------- |
| 第1回 (1992) | 1部 ヤマハ       | 1部 日立製作所        | -                                 | トヨタ東富士 PJMフューチャーズ                                                                                      | 田辺製薬 大阪ガス                               |
| 第1回 (1992) | 2部 中央防犯     | 2部 京都紫光          | -                                 | トヨタ東富士 PJMフューチャーズ                                                                                      | 田辺製薬 大阪ガス                               |
| 第2回 (1993) | 1部 フジタ       | 1部 ヤマハ            | フジタ ヤマハ                     | NEC山形 | 東邦チタニウム NKK（解散） トヨタ東富士（解散） |
| 第2回 (1993) | 2部 本田技研工業 | 2部 PJMフューチャーズ | フジタ ヤマハ                     | NEC山形 | 東邦チタニウム NKK（解散） トヨタ東富士（解散） |
| 第3回 (1994) | セレッソ大阪     | 柏レイソル            | セレッソ大阪 柏レイソル           | ブランメル仙台 福島FC                                                                                               | -                                               |
| 第4回 (1995) | 福岡ブルックス   | 京都パープルサンガ    | 福岡ブルックス 京都パープルサンガ | 日本電装 大分FC | -                                               |
| 第5回 (1996) | 本田技研工業     | ヴィッセル神戸        | ヴィッセル神戸                    | 水戸ホーリーホック ジヤトコ                                                                                         | 鳥栖フューチャーズ（解散） コスモ四日市（解散） |
| 第6回 (1997) | コンサドーレ札幌 | 東京ガス              | コンサドーレ札幌                  | アルビレックス新潟 ソニー仙台FC サガン鳥栖 国士舘大学（大学推薦）                                                   | 福島FC（解散） 西濃運輸（解散）                 |
| 年           | 優勝             | 準優勝                | J1参入決定戦出場                  | J2リーグ入会 | 日本フットボールリーグへの加入                  |
| 第7回 (1998) | 東京ガス         | 川崎フロンターレ      | 川崎フロンターレ                  | 東京ガス モンテディオ山形 ヴァンフォーレ甲府 大分FC ブランメル仙台 サガン鳥栖 アルビレックス新潟 大宮アルディージャ | 横河電機 横浜FC（準会員）                       |

## 試合方式
- 1992年のみ90分制。延長戦・PK戦なし。勝ち点制（勝ち3、引き分け1、負け0）
- 1993年度以後はJリーグの方式に倣って、延長・PK戦も行う。
  - 1993・1994年　勝ち点制廃止。単純に勝利順で順位決定
  - 1995・1996年　勝ち点制再開。延長・PKを含めあらゆる勝ち3、延長までの負け0、PK負け1
  - 1997・1998年　勝ち点制見直し。90分勝ち3、延長勝ち2、PK勝ち1、あらゆる負け0

## JFLオールスターサッカー
1992年から1998年（ただし1993年は開催せず）の毎年夏にオールスターサッカーが開かれた。
1992年（この年のみ1部、2部で分けて開催）、1994年は本拠地別の東西対抗戦、1995年は前シーズンのリーグ戦順位を参考として奇数順位クラブによる「オッズ」と偶数順位クラブによる「イーブンス」で対戦。1996年と1997年は日本人チームvs外国人チームによる対抗戦。1998年に再び東西対抗戦に戻して行われた。

### 1995年大会
| 1995年8月5日 15:00 |

| ODDS                                                | 3 - 1 | EVENS       |
| 関浩二 50分 · バウタザール 81分 · バウタザール 87分 |       | 高田修 74分 |

| 宮城陸上 観客数: 3780人 主審: 小幡真一郎 |

### 1996年大会
| 1996年7月27日 18:30 |

| 日本選手選抜                                  | 3 - 9 | 外国籍選手選抜 |
| 永島昭浩 20分 · 永島昭浩 30分 · 大江芳憲 67分 |       | バウテル 15分 · バルデス 38分 · アマラオ 52分 · ペペ 68分 · ムタイル 74分 · 皇甫官 75分 · 皇甫官 77分 · ジュニオール 78分 · ペレイラ 85分 - MVP : ピエール・リトバルスキー |

| 山形県総合運動場 観客数: 4853人 |

- フランク・オルデネビッツは負傷により出場を辞退[2]。

### 1997年大会 (山形県サッカー協会50周年記念事業[3])
| 1997年8月2日 |

| JFL日本選手選抜               | 2 - 4 | JFL外国籍選手選抜                                                                   |
| 上村崇士 29分 · 後藤義一 70分 |       | アマラオ 9分 · ムタイル 33分 · アンジェロ 81分 · アンジェロ 83分 - MVP : アンジェロ |

| 山形県総合運動場 |

### 1998年大会
| 1998年9月6日 16:00 |

| JFL EAST                       | 2 - 2 | JFL WEST                       |
| ヴァルディネイ · 上村崇士 74分 |       | 熱田眞 · 熱田眞 - MVP : 熱田眞 |

| 国立西が丘サッカー場 |